# 8599 Ріпарія
8599 Ріпарія (8599 Riparia) — астероїд головного поясу, відкритий 29 вересня 1973 року.
Тіссеранів параметр щодо Юпітера — 3,352.